# Teungoh Blang
Teungoh Blang is een bestuurslaag in het regentschap Pidie van de provincie Atjeh, Indonesië. Teungoh Blang telt 236 inwoners (volkstelling 2010).